# Dietrich zur Nedden
Dietrich zur Nedden (auch: Dietrich ZurNedden und Dietrich Zur Nedden; * 1961 in Hannover; † 4. April 2022 ebenda) war ein deutscher Schriftsteller und Publizist.

## Leben
Nach seinem Abitur und der Ableistung des Zivildienstes studierte Dietrich zur Nedden die Fächer Geschichte, Soziologie und Germanistik.
Zur Nedden, der zeitweilig auch als Redakteur bei einer Stadtillustrierten tätig war, arbeitete seit 1987 als freier Autor in Hannover. Zudem war er zu dieser Zeit einige Jahre als Pressesprecher für den SC Freiburg tätig.
Von 1993 bis zu dessen Tod 2010 war er gemeinsam mit Michael Quasthoff Teil der literarisch-satirischen Bühnenshow Fitz-Oblong-Show in Hannover. Danach führte zur Nedden die Reihe unter dem Titel Oblongs Odyssee.
Neben eigenen Publikationen veröffentlichte zur Nedden in Zusammenarbeit mit anderen Autoren im Auftrag des Niedersächsischen Ministeriums für Wissenschaft und Kultur verschiedene Schriften in der Reihe Ein Treppenhaus für die Kunst.
Zur Nedden war Bruder von Martin zur Nedden und Sohn von Felix zur Nedden.
Er verstarb 2022 an einem Hirntumor, der 15 Jahre zuvor diagnostiziert wurde.

## Schriften (Auswahl)
- Dietrich ZurNedden: Hier kommt der SC!. SC Freiburg: 240 trickreiche Fragen für echte Fans der Breisgauer, Frankfurt am Main: Eichborn Verlag, 1995, ISBN 978-3-8218-1395-0 und ISBN 3-8218-1395-4
- Dietrich ZurNedden: Ja, ja, ja? (= Oblonge Texte, Bd. 1), 1. Auflage, Hannover: Wehrhahn, 2001, ISBN 978-3-932324-50-5 und ISBN 3-932324-50-1
- Ulrich Beran et al. (Red.), Dietmar Elger, Dietrich zur Nedden (Text): Ein Treppenhaus für die Kunst, Ausgabe 6, Hannover: Niedersächsisches Ministerium für Wissenschaft und Kultur, [circa 2001]
- Ulrich Beran et al. (Red.), Stephan Berg Dietrich zur Nedden: Ein Treppenhaus für die Kunst, Ausgabe 7, Hannover: Niedersächsisches Ministerium für Wissenschaft und Kultur, [circa 2002]
- Ulrich Beran et al. (Red.), Carsten Ahrens, Dietrich zur Nedden: Ein Treppenhaus für die Kunst, Ausgabe 8, Hannover: Niedersächsisches Ministerium für Wissenschaft und Kultur, [circa 2003]
- Hans Jessel, Dietrich zur Nedden, Michael Quasthoff: Schönes Niedersachsen / Beautiful Lower Saxony / Splendide Basse-Saxe. Eine Bildreise, Texte in deutscher, englischer und französischer Sprache, Hamburg: Ellert & Richter Verlag, 2005, ISBN 978-3-89234-453-7 und ISBN 3-89234-453-1
- Dietrich zur Nedden, Michael Quasthoff: Pfeifen! Vom Wesen des Fußballschiedsrichters, Springe: zu Klampen, 2006, ISBN 978-3-934920-84-2 und ISBN 3-934920-84-5; Inhaltstext
- Dietrich zur Nedden et al., Silvia Schmitz (Bearb.): Energiegeschichten. Hrsg.: Museum für Energiegeschichte(n), Lamspringe/Hildesheim: Quensen, 2007, ISBN 978-3-922805-92-2; Inhaltsverzeichnis
- Dietrich zur Nedden: Strafplanet Erde. Forschungsreisen, Stippvisiten, Nachbargalaxien (= Oblonge Schriften, Bd. 4), 2009, ISBN 978-3-86525-124-4; Inhaltstext
- Dietrich zur Nedden: Lautlose Explosionen. Geschichten (= Oblonge Schriften, Bd. 5), 1. Auflage, Hannover: Wehrhahn, 2013, ISBN 978-3-86525-313-2; Inhaltsverzeichnis und Inhaltstext
- Dietrich zur Nedden: Das Leben als auch. Roman, Münster in Westfalen: Oktober-Verlag, 2013, ISBN 978-3-941895-89-8 und ISBN 3-941895-89-3; Inhaltstext
- Dietrich zur Nedden: Nach wie vor inzwischen. 135 Geschichten (= Oblonge Schriften, Bd. 6), 1. Auflage, Hannover: Wehrhahn Verlag,  2017, ISBN 978-3-86525-550-1 und ISBN 3-86525-550-7; Inhaltsverzeichnis